# Hamilton (Wirginia)
Hamilton – miasto w Stanach Zjednoczonych, w stanie Wirginia, w hrabstwie Loudoun.